# Elzašani
Alzašani (Elzašani), germanski narod alemanskog porijekla nastanjen u francuskoj regiji Alsace (Elsass) između Vosgesa i njemačke granice u departmanima Bas-Rhin i Haut-Rhin. 

## Ime
Alzašani ili Elzašani svoje ime dobivaju po zemlji koju su naselili, odnosno  'zemlji na drugoj obali'  u antičkom ali-land-sat-ja. 

## Jezik
Alzašani govore alemanskim jezikom, i sa švapskim i bavarskim pripada gornjonjemačkim ili visokonjemačkim jezicima. Danas su dvojezični, pa se uz alemanski služe i francuskim jezikom. Alzaški, odnosno gornjoalzaški, danas se govori i u gradiću Castroville u Teksasu kojega je 1844. osnovao Henri Castro sa skupinom alzaških kolonista i Francuske.

## Kultura
Kultura Alzašana je germanska i pripada Porajnju i rijeci Rajni koja protječe kroz Oberrheinebene (Gornju Rajnu) i spaja ga s Badenom. Cijeli Alzas omeđenom je masivom Vosgesa ( 'le massif des Vosges' ) na zapadu i Rajnom na istoku.  Ovaj kraj poznat je po vinima pinot, rizling i gewürztraminer.
Kuhinja
Tradicionalna kuhinja Alzašana su jela poznata kao baeckeoffe (pekarova peć), jelo koje se priređuje od narezanog krumpira s govedinom, janjetinom, svinjetinom i marinira u bijelom alzaškom rizlingu uz dodatak raznih začina;  Flammekueche (u franc. 'tartes flambées') je uz baeckeoffe jedan od najpoznatijih alzaških gastronomskih specijaliteta, po obliku nalik pizzi; Sürkrüt, ili 'choucroute' (vidi[neaktivna poveznica]) i;  fleischnacke.
Vina:
Tu su se razvili gradovi Strasbourg, Mulhouse i glavni vinski centar Colmar. Vina Alzašana su pretežno bijela, Rizling, Pinot Blanc i Gewürztraminer, a predstavnik crvenih sorti je Pinot Noir. Vina se dijele unutar tri kategorije s kontroliranim porijeklom /Appellation d'Origine Contrôlée/, to su AOC Alsace, AOC Alsace Grand Cru i AOC Crémant d'Alsace. Sva ova vina smiju se puniti jedino u duguljaste boce nazivane flûte d’Alsace. 

## Povijest
Alemane nalazimo još početkom 100. prije Krista na granici germanskih i keltskih plemena, današnje Francuske i Njemačke i krajeva gdje danas žive potomci Alemana u Badenu i Švicarskoj. Ova malena granična 'provincija' često je mijenjala gospodare. Godine 1648. aneksirala ju je Francuska, zatim Njemačka (1870.), Francuska (1918.), opet Njemačka (1940.), da bi na kraju ostala od 1945. u francuskim rukama. 
U kraju koji će naseliti preci današnjih Alzašana nalazila se još prije Krista rimska utvrda Argentoratum (današnji Strasbourg), kako bi zaštitila aneksirani teritorij na zapadnoj obali Rajne od germanskih plemena. Oko 250 godine Alemani, preci Alzašana prodiru na područje Alzasa sukobljavajući se s Rimljanima, koji će naposljetku pred kraj 4. stoljeću odustati od Argentoratuma i prepustiti ga Alemanima. Ovi se raseliše između Vosgesa i Rajne. Godine 496. napadnu ih Franci, drugo Germansko pleme, te postadu njihovi vazali. Kroz kasniju povijest dolaze pod vlast Nijemaca, odnosno njemačkih dinastija u vrijeme (Svetog Rimskog Carstva;  Das Heilige Römische Reich Deutscher Nation), koje se održalo do 1806., što je moglo ići u prilog očuvanju alemanskog jezika među Alzašanima. 
Politika asimilacije
Francuskom politikom-droit du sol ili 'zakonom tla', nije se priznavalo postojanje nikakvih nacionalnih manjina, nego su svi automatski proglašavani Francuzima. Sličnu sudbinu doživljavaju i ostale etničke zajednice Francuske kao i u susjednoj Španjolskoj. Tu su uz Alzašane i Lorence (srodan germanski narod) i Okcitanci, Bretonci, Korzikanci, Gaskonjci, Provansalci i ostali. 
Francuska vlada, od ne tako davnog vremena, dopušta u nekim školama učenje jezika svojih manjina koje ne žele da se asimiliraju u francuze, ali francuski jezik ipak ostaje jedini službeni jezik na svim razinama.

## Vanjske poveznice
- The Alsatian Language: Castroville, Texas